# キャプテン・ブーメラン
キャプテン・ブーメラン（Captain Boomerang）は、DCコミックスの出版するアメリカン・コミックスに登場する架空のスーパーヴィラン。

## 初代キャプテン・ブーメラン
本名はジョージ・"ディガー"・ハークネス (George "Digger" Harkness)。
ブーメランを武器とする「ザ・フラッシュ」の代表的なヴィラン。一時期は二代目ミラーマスターとしても活躍。その際は、初代ミラーマスターと同じく、鏡を操る。
「アイデンティティ・クライシス」の際、三代目ロビンであるティム・ドレイクの父親と相打ちになって死亡。

### 初代キャプテン・ブーメランの映像作品
アニメ『ジャスティス・リーグ・アンリミテッド』
第17話「Task Force X」でタスクフォースXの一員として、第31話「Flash and Substance」ではローグスの一員として登場。
声優はドナル・ギブソン
アニメ『バットマン:ブレイブ&ボールド』
第41話「スピードスターへのレクイエム」第64話「Four Star Spectacular!」に登場。ブーメラン型のロケットを使用する。
声優はジョン・ディマジオ
OVA『バットマン:アサルト・オン・アーカム』
スーサイド・スクワッドの一員として登場。
声優はグレッグ・エリス
ドラマ『ヤング・スーパーマン』
第187話（第9シーズン第12話）「呪いのコミック」 でその存在についてふれられている。
ドラマ『ARROW/アロー』
第3シーズン第7話「執着」から登場。スーサイド・スクワッドのメンバー。演 - ニック・タラベイ日本語吹替-後藤光祐
映画『スーサイド・スクワッド』
演 - ジェイ・コートニー、日本語吹替 - 江川央生

## 二代目キャプテン・ブーメラン
本名はオーウェン・マーサー (Owen Mercer)。
初代キャプテン・ブーメランの息子で、4代目フラッシュの異父兄弟。そのため、スピードスターとしての能力も持つ。ローグスに所属していたが、捕えられ、ブラックライトニングにヒーローとしての心得を教えられる。彼が完全にヒーローになることはなかったが、スーサイド・スクワッドとしてローグスのメンバーを捕えている。

## 書誌情報
- スーサイド・スクワッド：ブラック・ヴォールト

2017年10月11日発売 ISBN 978-4796876902
- スーサイド・スクワッド：ゴーイング・セイン

2018年3月7日発売 ISBN 978-4796877138
- ジャスティス・リーグ VS. スーサイド・スクワッド

2018年3月22日発売 ISBN 978-4796877244